# Fortune Plaza
Fortune Plaza («Форчун-Плаза») — многофункциональный комплекс небоскрёбов, расположенный в китайской столице Пекин, в центральном деловом районе Чаоян (рядом находятся China World Trade Center и штаб-квартира CCTV). Построен в 2000—2014 годах в стиле модернизма. Состоит из пяти офисных, жилых и гостиничной башен, а также торгового центра. 
По состоянию на 2022 год башня Fortune Financial Center (также известна как Fortune Plaza Office Building I) являлась 4-м по высоте зданием города, 186-м по высоте зданием Китая, 226-м — Азии и 374-м — мира. Архитекторами комплекса выступили гонконгские фирмы P&T Group, Aedas и Wong Tung & Partners, а также германское бюро Gerkan, Marg and Partners (Гамбург), владельцами являются девелоперские компании HKI China Land и Xiangjiang Xingli Estates Development.

## Структура
- 60-этажная офисная башня Fortune Financial Center (267 м) построена в 2014 году[3][4][5][6].
- 55-этажная жилая башня Fortune Heights (199 м) построена в 2008 году[7][8].
- 46-этажная офисная башня Fortune Plaza Office Building II (166 м) построена в 2006 году[9][10].
- 40-этажная жилая башня Fortune Plaza Apartments I (123 м) построена в 2005 году[11][12].
- 27-этажный отель Grand Millennium Beijing (103 м) построен в 2008 году[13][14].
- Многоуровневый торговый центр Fortune Mall.

## Галерея

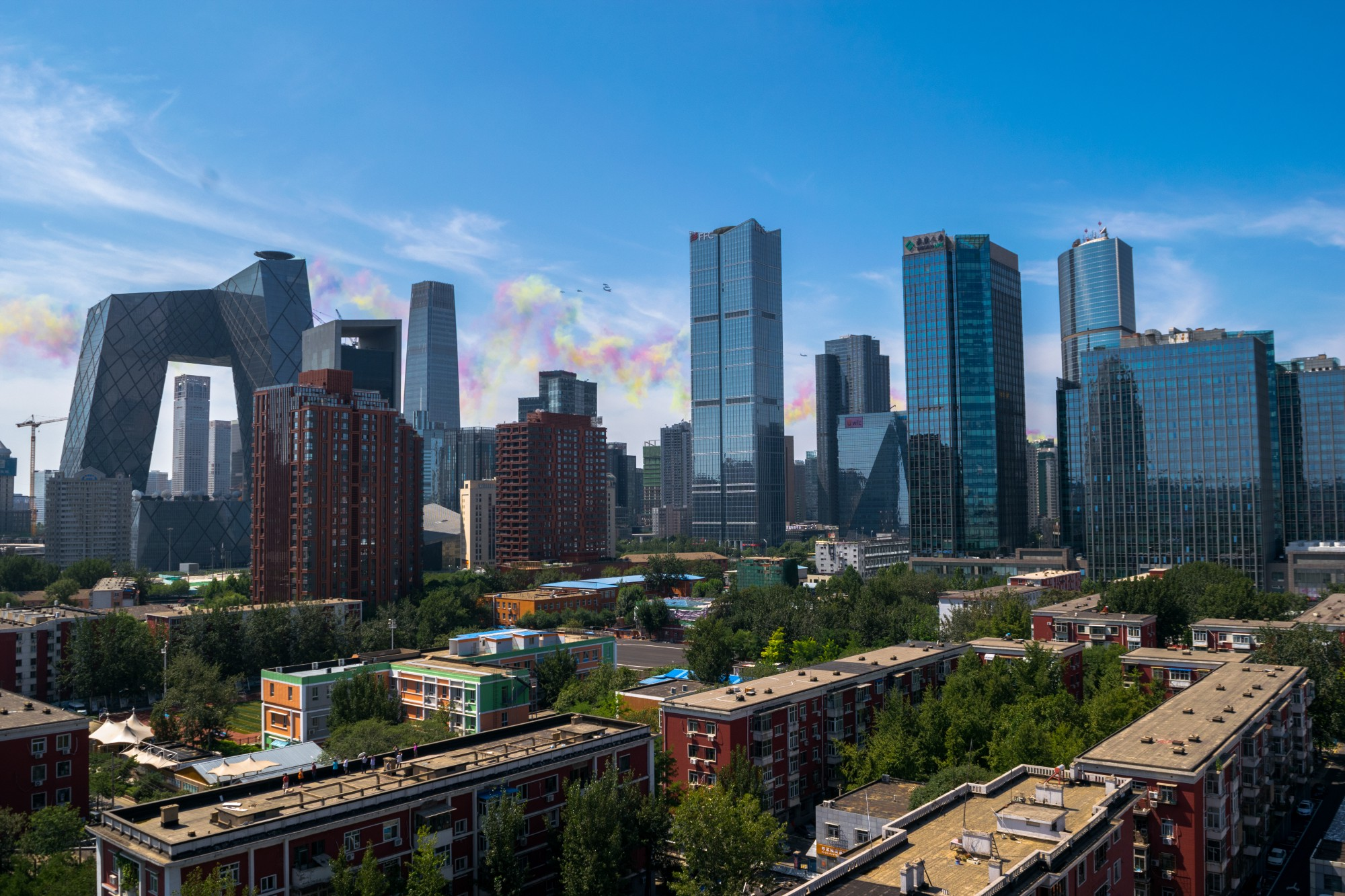
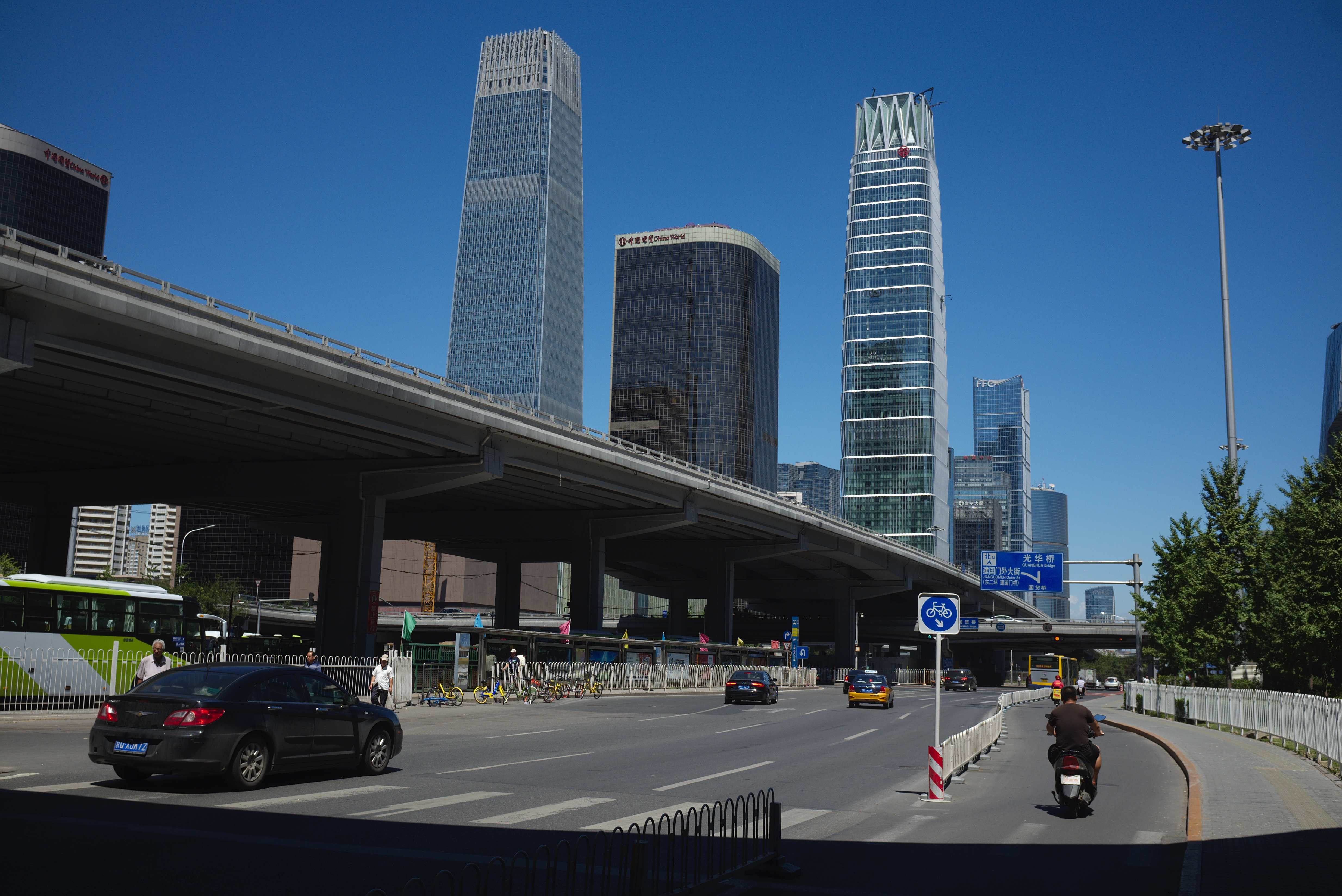
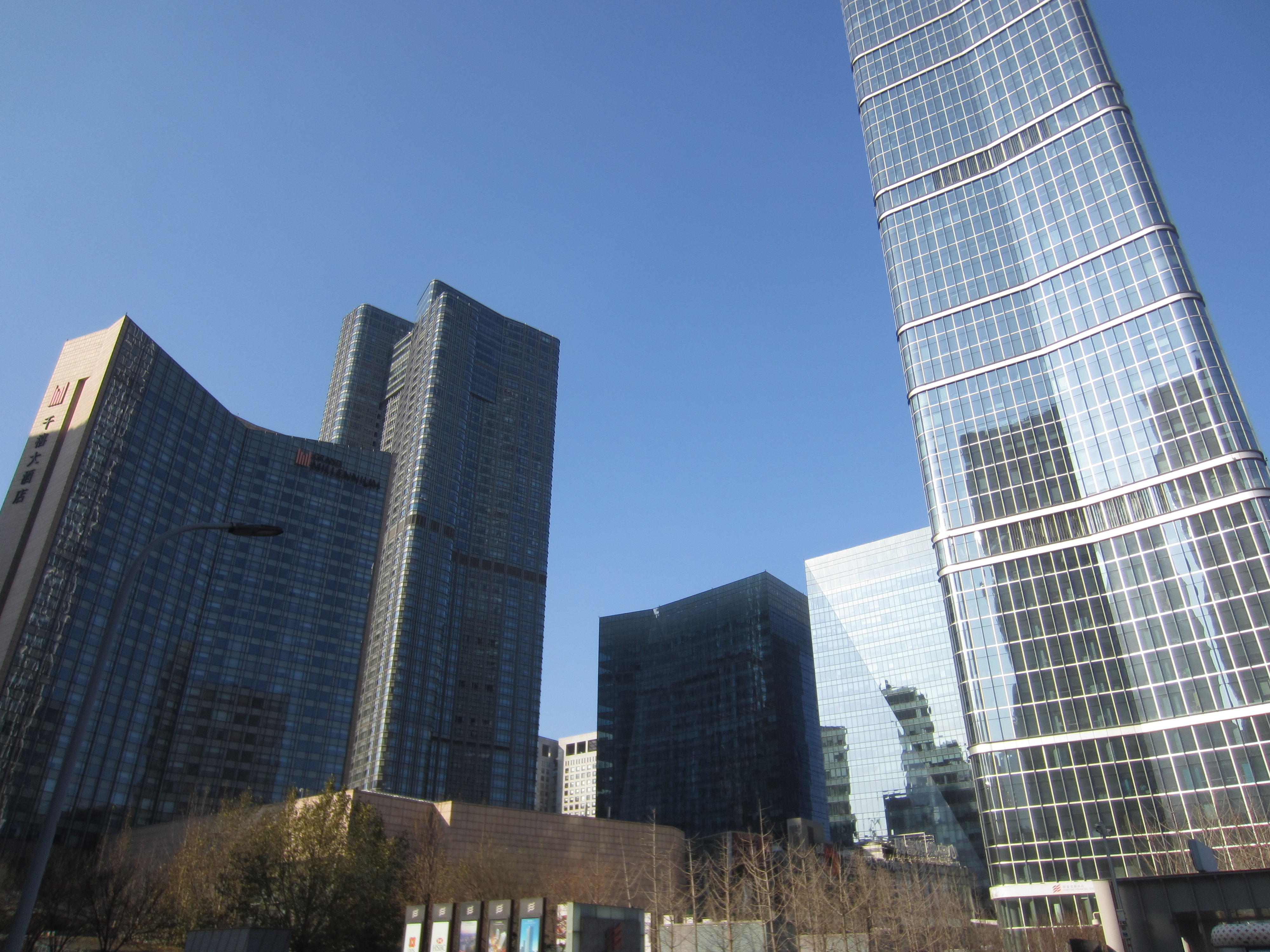
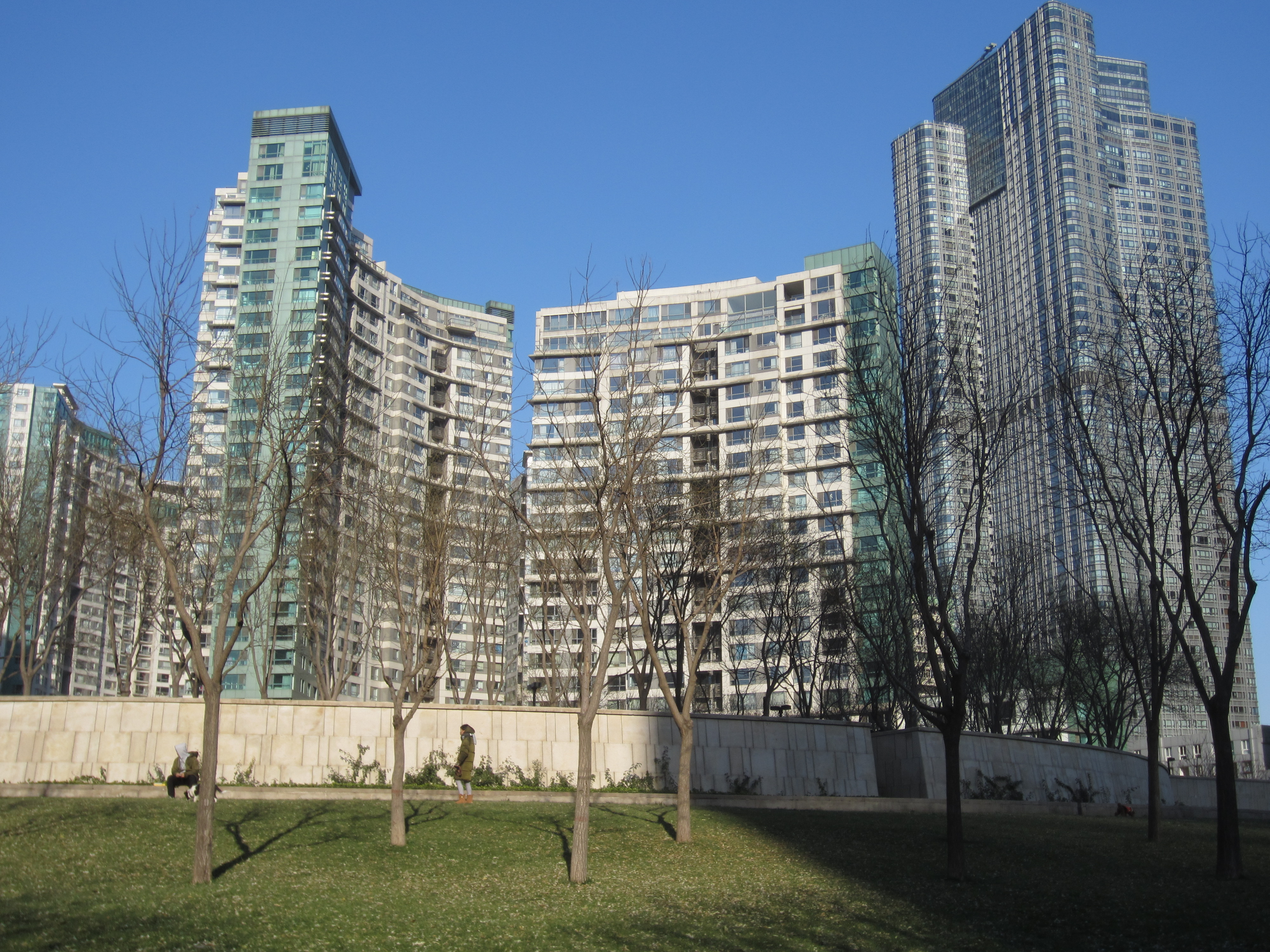
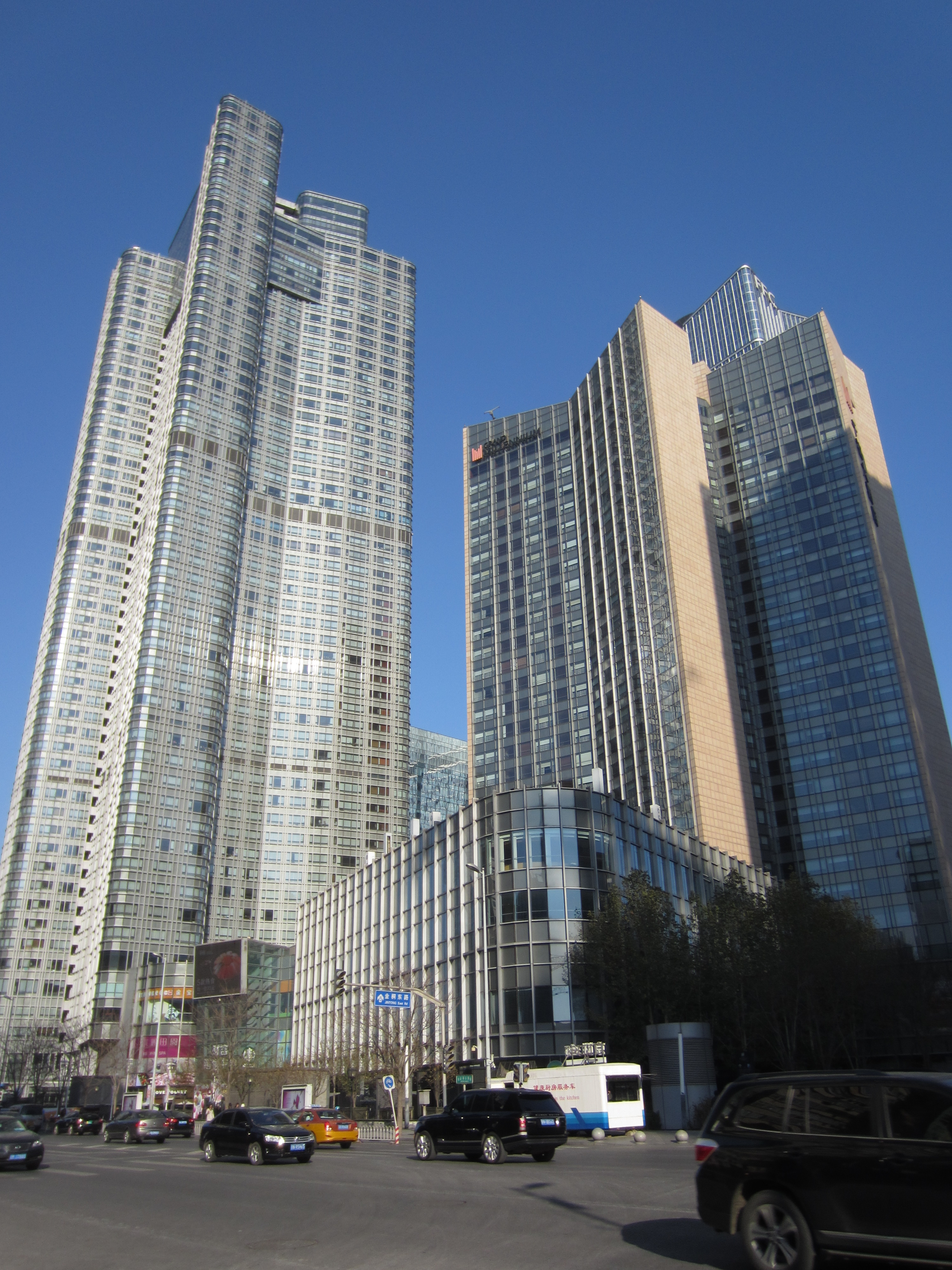
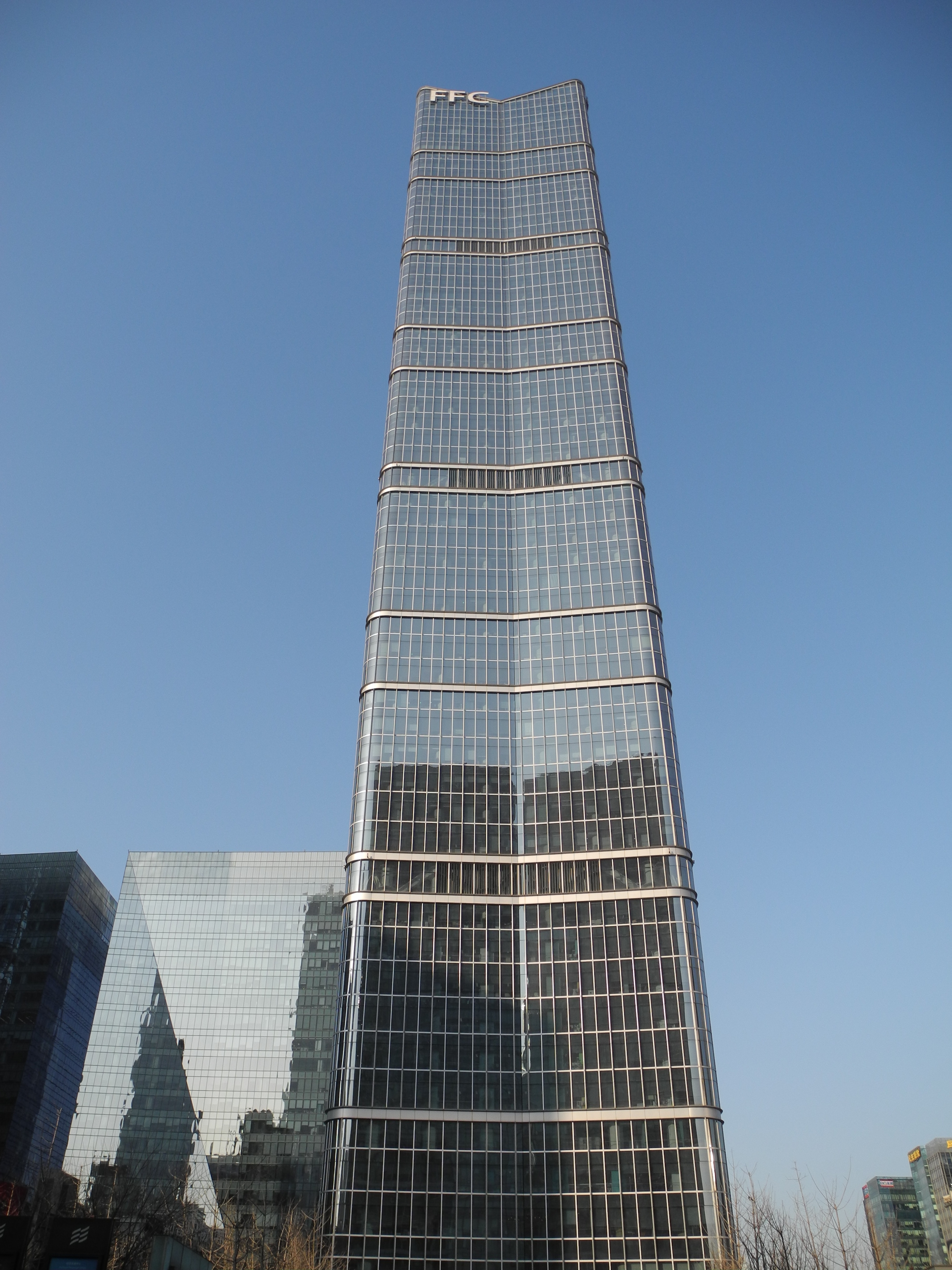
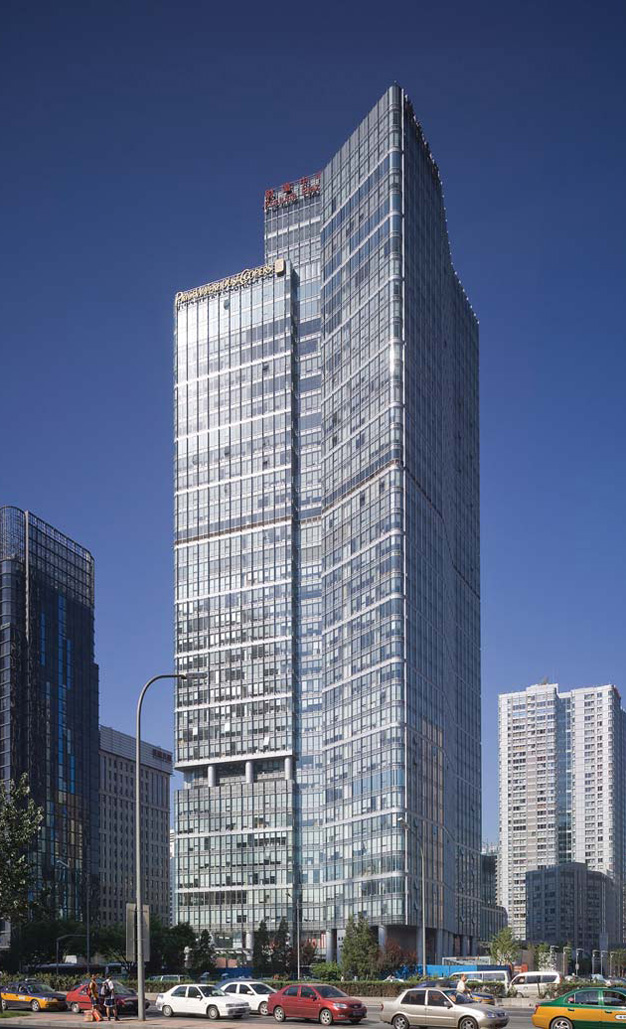